# 1006 هـ
ألف وستة 1006 هـ هي سنة في التقويم الهجري امتدت مقابلةً في التقويم الميلادي بين سنتي 1597 و1598.

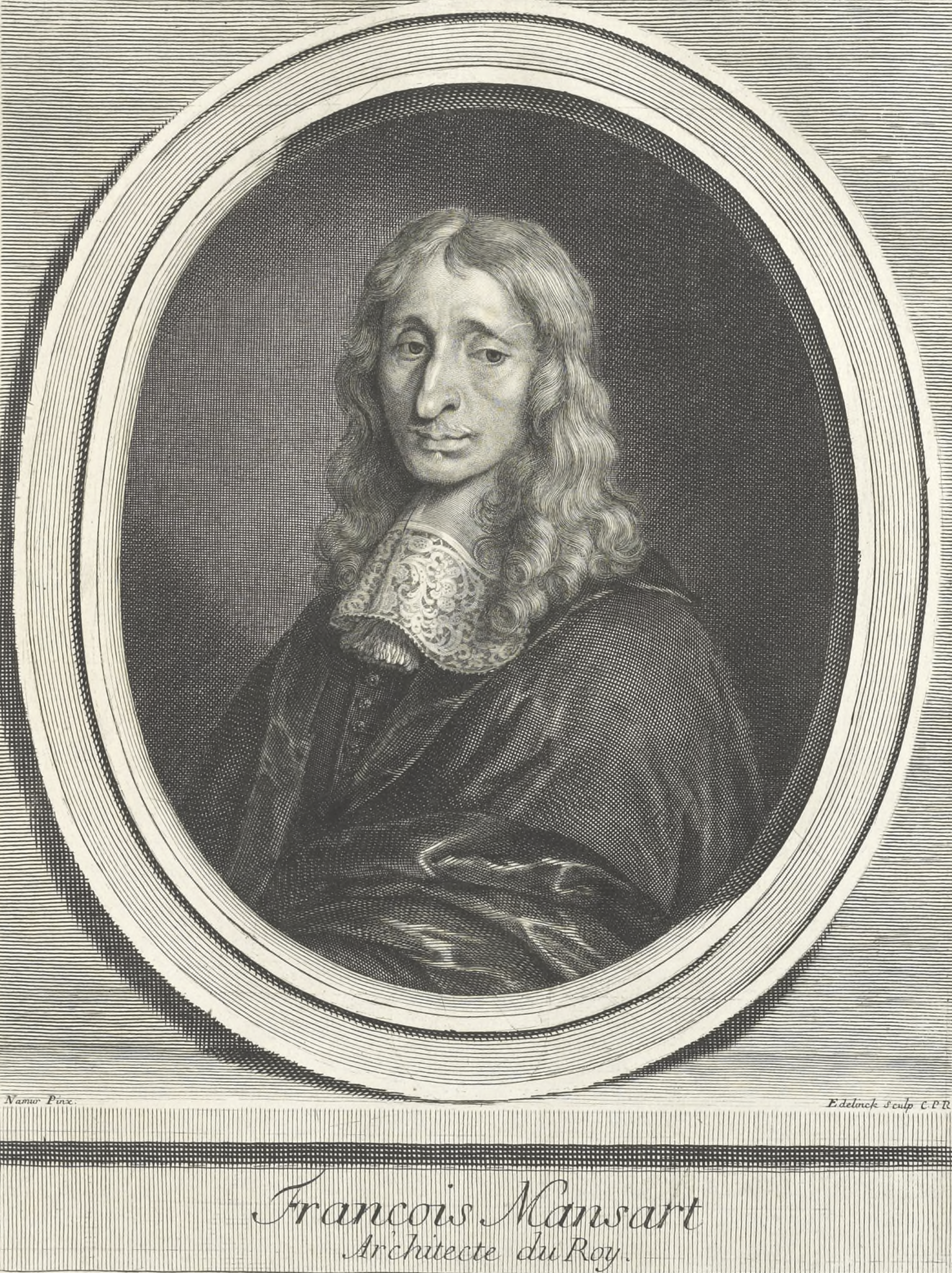
فرانسوا مانسار

## مواليد
- ابن بلبان الحنبلي
- فرانسوا مانسار

## وفيات
- حسين لمي
- بدر الدين الكرخي